# جون فيلدينغ
جون فيلدينغ (بالإنجليزية: John Fielding)‏ (2 سبتمبر 1939 بليفربول في المملكة المتحدة - ) هو لاعب كرة قدم بريطاني في مركز جناح ‏. لعب مع غريمسبي تاون ونادي برينتفورد ونادي ساوثبورت وويغان أتلتيك ونادي ألترينتشام ونادي رانكورن هالتون وEllesmere Port Town F.C. ‏ وSouth Liverpool F.C. ‏.